# Stephen Welsh
Stephen Welsh (Coatbridge, 19 januari 2000) is een Schots voetballer die onder contract ligt bij Celtic FC.

## Clubcarrière
journaal vrt maxWelsh genoot zijn jeugdopleiding bij Celtic FC. In maart 2018 ondertekende hij een contract tot medio 2020 bij de Schotse topclub. In augustus 2019 leende Celtic hem voor een seizoen uit aan tweedeklasser Greenock Morton FC. Welsh speelde in het seizoen 2019/20 vijftien competitiewedstrijden in de Scottish Championship, het vaakst als rechtsachter. In januari 2020 riep Celtic hem terug. Kort daarop maakte hij zijn officiële debuut voor Celtic: op 2 februari 2020 liet trainer Neil Lennon hem in de competitie starten tegen Hamilton Academical FC.
In augustus 2023 brak Celtic het contract van Welsh, die toen al meer dan 50 officiële wedstrijden had gespeeld voor Celtic in alle competities, open tot medio 2027.

## Statistieken
| Seizoen         | Club                 | Competitie            | Competitie | Competitie | Beker | Beker | Europa | Europa | Totaal | Totaal |
| Seizoen         | Club                 | Competitie            | Wed.       | Dlp.       | Wed.  | Dlp.  | Wed.   | Dlp.   | Wed.   | Dlp.   |
| --------------- | -------------------- | --------------------- | ---------- | ---------- | ----- | ----- | ------ | ------ | ------ | ------ |
| 2018-19         | Celtic FC            | Scottish Premiership  | 0          | 0          | 0     | 0     | 0      | 0      | 0      | 0      |
| 2019-20         | Celtic FC            | Scottish Premiership  | 1          | 0          | 0     | 0     | 0      | 0      | 1      | 0      |
| 2019-20         | → Greenock Morton FC | Scottish Championship | 15         | 0          | 3     | 0     | 0      | 0      | 18     | 0      |
| 2020-21         | Celtic FC            | Scottish Premiership  | 16         | 1          | 2     | 0     | 3      | 0      | 21     | 1      |
| 2021-22         | Celtic FC            | Scottish Premiership  | 10         | 0          | 2     | 1     | 9      | 1      | 21     | 2      |
| 2022-23         | Celtic FC            | Scottish Premiership  | 4          | 1          | 1     | 0     | 1      | 0      | 6      | 1      |
| 2023-24         | Celtic FC            | Scottish Premiership  | 10         | 0          | 3     | 0     | 1      | 0      | 14     | 0      |
| 2024-25         | Celtic FC            | Scottish Premiership  | 1          | 0          | 1     | 0     | 0      | 0      | 2      | 0      |
| 2024-25         | → KV Mechelen        | Eerste klasse A       | 17         | 1          | 0     | 0     | 0      | 0      | 17     | 1      |
| Carrière totaal | Carrière totaal      | Carrière totaal       | 74         | 3          | 12    | 1     | 14     | 1      | 100    | 5      |

1 Schmeichel ·
2 Johnston ·
3 Taylor ·
5 Scales ·
6 Trusty ·
7 Jota ·
9 Idah ·
10 Kühn ·
12 Sinisalo ·
13 Yang ·
14 McCowan ·
15 Schlupp ·
17 Nawrocki ·
20 Carter-Vickers ·
24 Kenny ·
27 Engels ·
28 Bernardo ·
29 Bain ·
38 Maeda ·
41 Hatate ·
42 McGregor  ·
49 Forrest ·
56 Ralston ·
Coach: Rodgers